# إريك بولا
إريك بولا (بالفرنسية: Éric Poulat)‏ (مواليد 8 سبتمبر 1963 في برون) حكم كرة قدم فرنسي معتزل ومهندس كمبيوتر . بدأ مسيرته التحكيمية في 1 يناير 1999 وأدار أول مباراة دولية في 28 مارس 2001 وكانت بين بولندا و أرمينيا ثم تم استدعائه للمشاركة في إدارة مباريات بطولة كأس العالم لكرة القدم 2006 في ألمانيا . اعتزل التحكيم في سنة 2006 .

## روابط خارجية
- إريك بولا على موقع IMDb (الإنجليزية)
- إريك بولا على موقع Soccerway.com (الإنجليزية)
- إريك بولا على موقع اللجنة الأولمبية الدولية (الإنجليزية)